# セロジネ

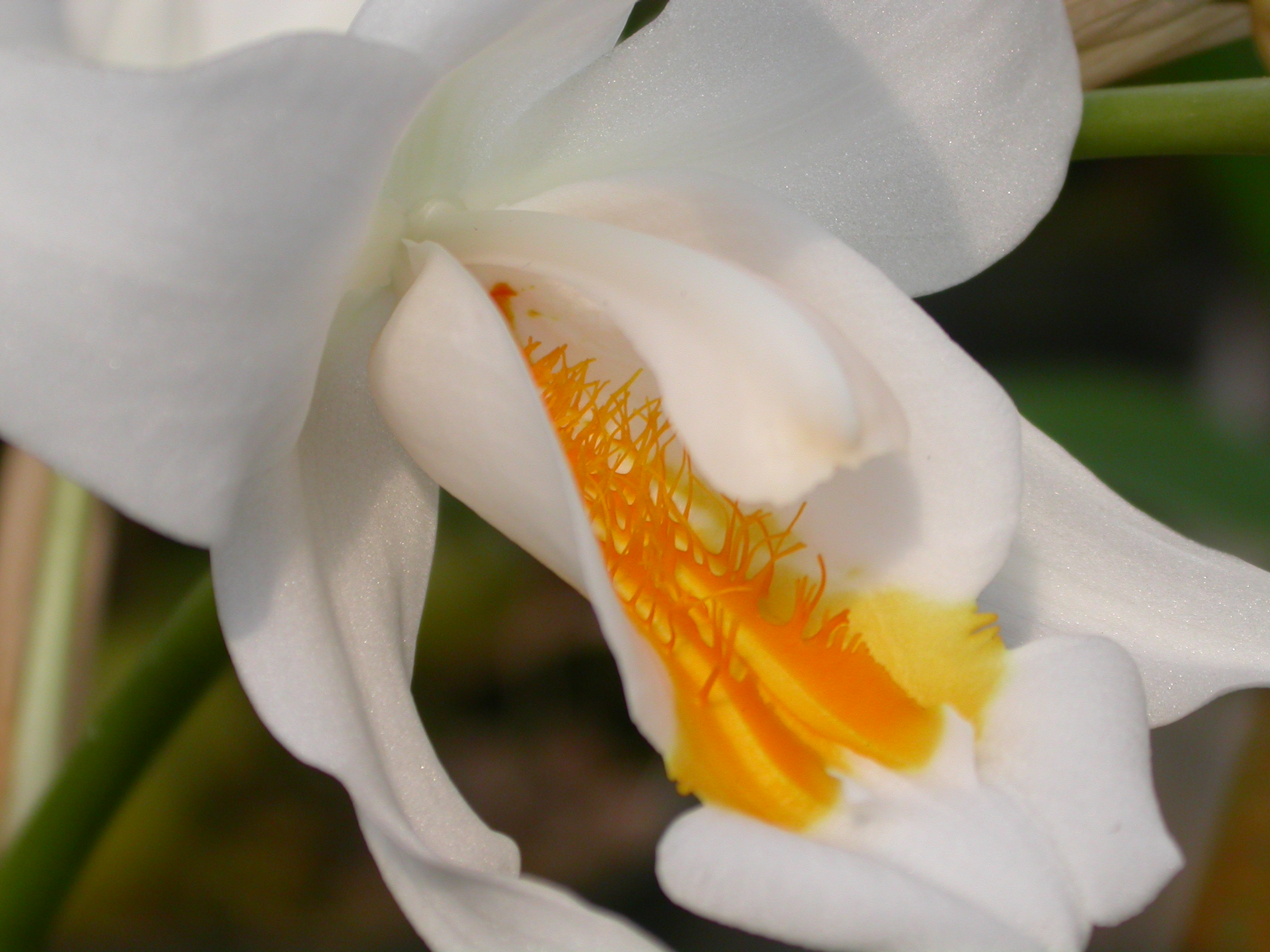
クリスタタ
花の拡大図

セロジネ属 Coelogyne は、ラン科植物の分類群の一つ。多くは白っぽい花を穂状に着ける。洋ランの一つとして古くから栽培される

## 特徴
セロジネは東南アジアを中心に分布するラン科植物の群で、洋ランとして古くから栽培されてきた。大きな葉を持つ着生ランで、白っぽい花を穂状に垂らして咲くものがよく知られているが、形態的にはより多様である。
学名は「へこみ」と「女性」を意味する2語からなり、これは柱頭が深く凹んでいることに由来するとされる。学名の読みとしてはコエロギネも有力だが、園芸ではセロジネが定着している。
普通は樹上や岩の上に着生する常緑性の多年草。茎は捕捉横に這い、先端に偽鱗茎を生じる。偽鱗茎は肥厚した卵形などで、互いに接して生じるか、やや間を開ける。鱗茎の先端に1から4枚の葉をつける。葉は楕円形で、やや硬くて肉厚。
花は偽鱗茎の先端に葉の展開と共に出るものと、偽鱗茎の基部から出すものがある。花茎には1花を付けるものから総状に多数花を付けるものまであり、花茎は立ち上がるものから下垂するものまである。また蕾は長い苞葉に包まれる。花茎の花は一斉に開花するタイプと次々に開花しながら花茎が伸び続けるタイプがあり、後者では数年に渡って伸び続ける種もある。
花は小型ないし中型で色彩は白から緑が多いが赤みを帯びる種もある。唇弁には黄色や黒っぽい斑紋が入るものが多い。萼片は披針形から長楕円形、側花弁は萼片より幅が狭いものが多い。唇弁は三裂し、側裂片が蕊柱を包むように位置する。距はない。蕊柱は長くて側面に板状の突起がある。花粉塊は4個。

## 分布
スリランカからインド、インドネシアを経てフィージー諸島に渡る分布域がある。

## 分類
約150種が知られる。
なお、2022年に分類の見直しが行われ、本属は従来から近縁であると見なされていたデンドロキラム属 Dendrochilum、Brachisepalum、Bulleya、Chelonistele、Dickasonia、Entomophobia、Geesinkorchis、Ischnogyne、Nabaluia、Neogyna、Otochilus、Panisea、Pholidotaなどが本属に纏められることになり、800種もの種を抱える大きな属となった。上記の特徴などは旧来のものに基づくものである。また、俗名の変更によって学名は組み合わせが変わるが、デンドロキラム属などでは属名の性別などの問題から種小名の語尾が変化し、例えばデンドロキラム・グルマセウム Dendrochilum glumaceum ではセロジネ・グルマセア Coelogyne glumacea となり、機械的に組み合わせを変えるだけ、というわけに行かないので注意を要する。

## 利用
園芸方面では、丈夫で育てやすい初心者向けの洋ランとして古くから知られている。園芸方面での略号は Coel. である。色彩的には地味ながら根強い人気があり、白っぽい花は「華やかさを内に秘めた控えめな女性を連想させる」とも。病害虫の発生が少ないことも栽培のしやすさに繋がっている。
ヒマラヤ周辺を原産とする低温に強いが夏の高温が苦手なもの、逆に低地産で低温にやや弱く、夏の暑さに強いタイプがある。前者としてはクリスタータ、ニティダ（＝オクラセア）が、後者としてはトメントサ(旧名マッサンゲアナ）、ムーレアナなどが有名。クリスタータについて塚本他(1956)は『もっとも一般に知られた栽培容易な品種の一つ』と紹介している。またオクラセアは香りが強い。その香りは柑橘系でさわやかとのこと。
原種が流通することも多いが、交配も数は少ないものの古くから行われている。特に以下の種が有名である。
- C. Intermedia  インテルメディア；クリスタータ×マッサンゲナナ

この品種は1913年に登録されたもので、春に8から10個の花をつけた花茎を半下垂させる。花色は白で唇弁に黄色が入る。古い品種であるが、未だに人気がある。低温に強く強健で栽培しやすく、香りもよく、もっとも作りやすい品種でもあり、現在セロジネとして流通しているのは主としてこの品種である。

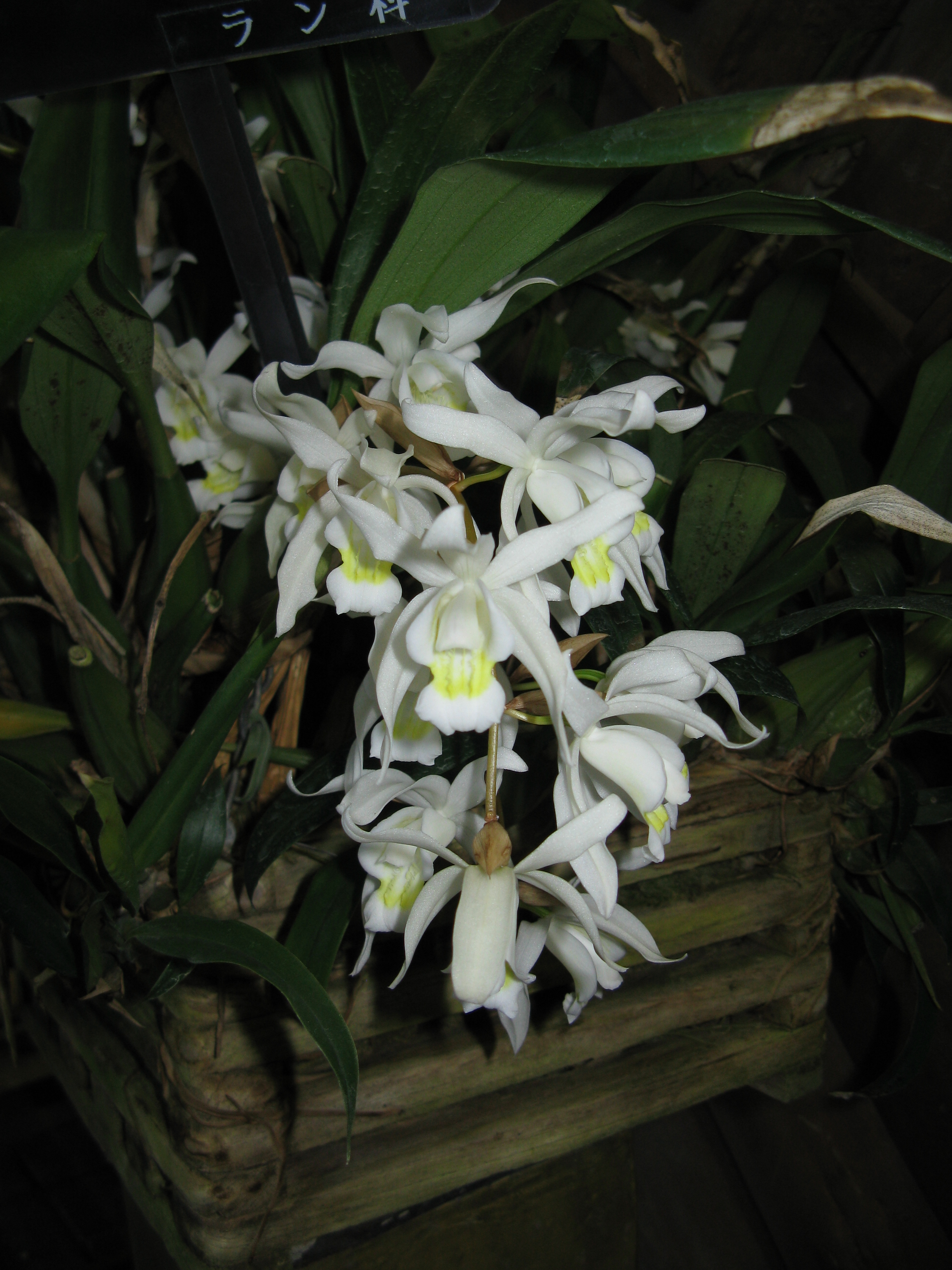
インテルメディア